# Молярский, Морис
Морис Молярский (англ. Maurice Molarsky; 1885—1950) — американский художник-портретист, также известный как пейзажист. Жил и работал в Филадельфии.

## Биография
Родился в 1885 году в Киеве в еврейской семье. В возрасте шести лет вместе с семьей эмигрировал в Соединенные Штаты.
В 1889 году начал изучать живопись в Пенсильванской академии изящных искусств в Филадельфии, где также обучался его старший брат Абрам. В 1906 году они продолжили обучение в Париже, откуда в 1908 году Абрам вернулся в США, а Морис некоторое время пробыл в Англии. Вернувшись в Соединенные Штаты, ещё некоторое время учился в Philadelphia Art Alliance.
Был членом Pennsylvania Academy и Allied Artists of America. Выставлял свои работы в Pennsylvania Academy и Галерее Коркоран. Был участником выставки Pan-Pacific Exposition в Сан-Франциско в 1915 году. Являлся членом Philadelphia Sketch Club.
Умер в 1950 году в Филадельфии, штат Пенсильвания. Некоторые его работы можно в настоящее время продаются на художественных аукционах.